# Megatherium
A Megatherium az emlősök (Mammalia) osztályának a vendégízületesek (Xenarthra) öregrendjébe, ezen belül a szőrös vendégízületesek (Pilosa) rendjébe és a fosszilis óriáslajhár-félék (Megatheriidae) családjába tartozó nem.

## Előfordulásuk
A Megatherium-fajok elefánt méretű lajhárok voltak, amelyek Közép- és Dél-Amerika területein éltek a pliocén és pleisztocén korokban. Körülbelül 5,289 millió évig maradtak fent.
Feltételezik, hogy a nem őse az orrszarvú méretű Promegatherium lehetett.

## Életmódjuk
A Megatherium egyaránt megélt az erdőkben és a füves pusztákon is. Habár nagyjából növényevő volt, az állat nem vetette meg a döghúst sem. A tudósok még nem tudják, hogy az állat csoportban vagy magányosan élt-e. A fiatalokra a Smilodon vadászhatott, de a kifejlett példányokat elkerülte, mivel a hatalmas karmok a kardfogú macska halálát okozhatták.

## Rendszerezés
A nembe az alábbi fajok tartoznak:
- †Megatherium altiplanicum
- †óriáslajhár (Megatherium americanum) - típusfaj
- †Megatherium gallardoi
- †Megatherium istilarti
- †Megatherium medinae
- †Megatherium parodii
- †Megatherium sundti
- †Megatherium tarijense

## Fordítás

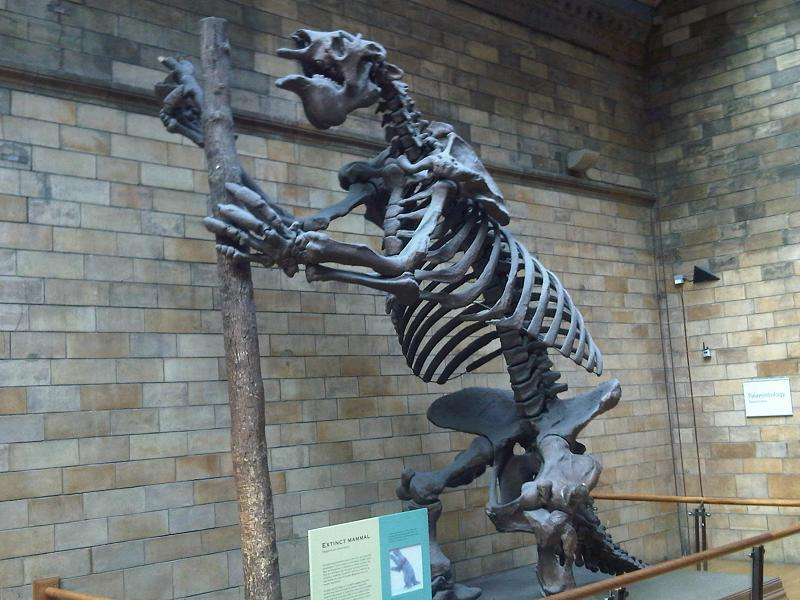
Az óriáslajhár csontváza a londoni Természettudományi Múzeumban

- Ez a szócikk részben vagy egészben  a   Megatherium című angol Wikipédia-szócikk fordításán alapul.  Az eredeti cikk szerkesztőit annak laptörténete sorolja fel. Ez a jelzés csupán a megfogalmazás eredetét és a szerzői jogokat jelzi, nem szolgál a cikkben szereplő információk forrásmegjelöléseként.